# Verbascum subcaudatum
Verbascum subcaudatum är en flenörtsväxtart som beskrevs av Hub.-mor.. Verbascum subcaudatum ingår i släktet kungsljus, och familjen flenörtsväxter. Inga underarter finns listade i Catalogue of Life.